# Graffenrieda micrantha
Graffenrieda micrantha là một loài thực vật có hoa trong họ Mua. Loài này được (Gleason) L.O. Williams mô tả khoa học đầu tiên năm 1963.